# والي نيلسون
والي نيلسون (بالإنجليزية: Wally Nelson)‏ هو ناشط سلام أمريكي، ولد في 27 مارس 1909، وتوفي في 23 مايو 2002.